# 纳尔卡斯泰特
纳尔卡斯泰特（法語：Narcastet，法語發音：[naʁkastɛt] ⓘ）是法国大西洋比利牛斯省的一个市镇，位于该省东部，属于波城区。

## 地理
纳尔卡斯泰特（43°15'3"N, 0°19'11"W）面积4.56 平方千米，位于法国新阿基坦大区大西洋比利牛斯省，该省份为法国东南部省份，涵盖了贝阿恩与北巴斯克，西临大西洋比斯開灣，北至朗德省，东北接热尔省，东临上比利牛斯省，南与西班牙接壤。
与纳尔卡斯泰特接壤的市镇（或旧市镇、城区）包括：阿萨特、巴利罗斯、博斯达罗斯、梅永、帕尔迪斯皮耶塔特、龙蒂尼翁。
纳尔卡斯泰特的时区为UTC+01:00、UTC+02:00（夏令时）。

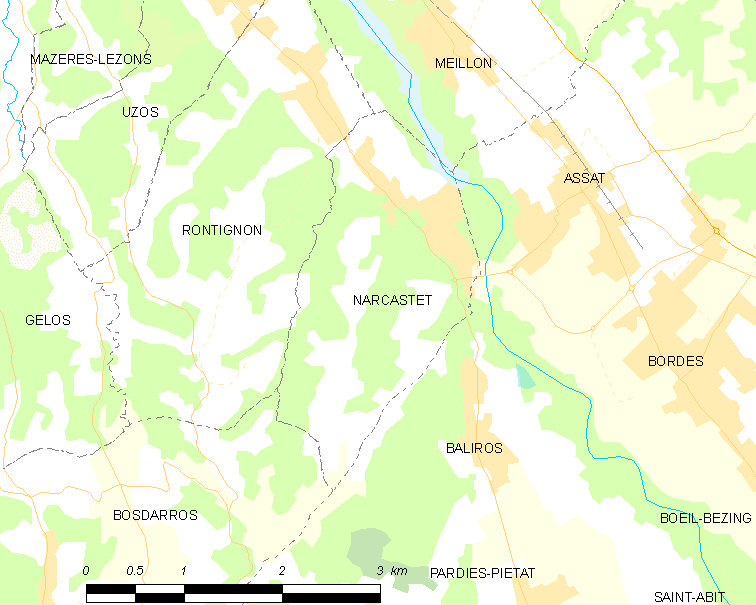
纳尔卡斯泰特的OSM定位图

## 行政
纳尔卡斯泰特的邮政编码为64510，INSEE市镇编码为64413。

## 政治
纳尔卡斯泰特所属的省级选区为乌佐姆河、激流与内兹河岸县。

## 人口

1962-2008年间纳尔卡斯泰特人口变化图示

纳尔卡斯泰特于2022年1月1日时的人口数量为756人。